# Ammoni (fill d'Hèrmies)
Ammoni (en grec antic: Ἀμμώνιος, en llatí: Ammonius) fou un escriptor i filòsof grec fill d'Hèrmies i d'Edèsia. Va estudiar amb son germà Heliodor a Atenes amb Procle (mort el 484), i fou mestre de Simplici, Asclepi de Tral·les, Joan Filopó, i Damasci.
Va escriure uns comentaris en grec sobre Plató i Claudi Ptolemeu que no es conserven. Sí que es conserven els Comentaris sobre l'Isagogue de Porfiri, o els cinc predicables, De les categories d'Aristòtil, i De la interpretació. Alguns dels seus deixebles van recollir les seves explicacions en quaderns de notes.